# Gwiazdy typu RV Tauri
Gwiazdy zmienne typu RV Tauri – olbrzymy i nadolbrzymy z przedziału typów widmowych F–K, o okresach zawierających się w przedziale od 30 do 150 dni. Charakterystyczną cechą ich krzywych blasku jest występowanie po sobie na przemian głębszych i płytszych minimów, choć z czasem minima płytsze mogą stawać się głębsze i na odwrót. 
RV Tauri są naturalnym przedłużeniem ciągu gwiazd pulsujących typu cefeidy II populacji do dłuższych okresów. Ewolucyjnie gwiazdy te należą do grupy gwiazd, które zakończyły już ewolucję na gałęzi czerwonych olbrzymów, i na diagramie Hertzsprunga-Russella znajdują się w obszarze pasa niestabilności dopuszczającego pulsacje gwiazd.